# Юкатанская белка
Юкатанская белка (лат. Sciurus yucatanensis) — вид грызунов семейства беличьих.
Эндемик полуострова Юкатан, встречается в Мексике, Гватемале и Белизе. 
Длина тела составляет от 20 до 32,2 см, хвост длиной от 17,1 до 19,4 см. Окраска меха на спине серая с чёрно-белым. Часто у животных за глазами пятно песочного цвета. Брюхо песочного или серого цвета до серовато-чёрного или чёрного. Конечности тёмно-коричневые до чёрно-коричневого или чёрного. Хвост чёрный с примесью белых или песчаного цвета волос.
Этот вид белок обитает в низменных лиственных и тропических лесах на высоте до 750 метров над уровнем моря. Большую часть жизни проводят на деревьях. Наиболее активны в течение дня. Живут в небольших гнёздах, построенных из веток и листвы. Питаются мягкими фруктами, ягодами, орехами, семенами, реже — почками и побегами деревьев.
В сухой сезон, длящийся с апреля по август, самки приносят 2—3 бельчат.